# Saint-Laurent-Médoc
Saint-Laurent-Médoc település Franciaországban, Gironde megyében. Lakosainak száma 4950 fő (2022. január 1.). Saint-Laurent-Médoc Cissac-Médoc, Listrac-Médoc, Carcans, Cussac-Fort-Médoc, Hourtin, Pauillac, Saint-Germain-d’Esteuil, Saint-Julien-Beychevelle és Saint-Sauveur községekkel határos.

## Népesség
A település népessége az elmúlt években az alábbi módon változott:
| Lakosok száma | 2034 | 2896 | 3338 | 3626 | 4433 | 4569 | 4673 | 4860 | 4905 | 4950 |
|               | 1968 | 1982 | 1990 | 2006 | 2013 | 2015 | 2017 | 2019 | 2020 | 2022 |